# Genshin Impact
Genshin Impact (en xinès, 原 神) és un joc d'acció ARPG de món obert free-to-play amb una mecànica de monetització de Gacha per aconseguir elements addicionals com a personatges especials i armes. És el tercer videojoc desenvolupat per miHoYo, després Gun GirlZ i Honkai Impact 3rd. Genshin Impact va ser llançat oficialment a nivell mundial el 28 de setembre de 2020 a les plataformes Android, iOS, Microsoft Windows i PlayStation 4.
Està ambientat en un continent fictici anomenat Teyvat, regit per uns déus anomenats "Arconts", que atorguen visions a persones triades. Aquestes visions permeten als jugadors manejar poders elementals. En Teyvat els jugadors s'embarcaran en diverses aventures com a forasters i viatjaran amb diferents personatges amb habilitats úniques que van trobant en el camí per a explorar el desconegut i descobrir els secrets de Genshin en aquesta terra. Al començament del joc, els jugadors poden triar ser un germà o una germana que s'endinsa en l'aventura en cerca de la seva família.

## Jugabilitat
La principal característica de Genshin Impact és el seu sistema d'elements. En Teyvat existeixen set elements: Anemo (vent), Pyro (foc), Electro (tro), Hydro (aigua), Cryo (gel), Dendro (plantes) i Geo (roca). Els jugadors poden aprofitar aquest sistema i usar combinacions d'elements per a causar danys majors als enemics i així completar les missions. No obstant, l'ús d'elements no sols es limita a això. Per exemple, l'habilitat Pyro pot destruir l'escut de fusta d'un enemic fent-lo cremar o l'habilitat Cryo pot congelar l'aigua per a poder caminar damunt.
L'objectiu del jugador és crear un equip amb consonància elemental per a poder superar tot tipus de missions. A mesura que completa les missions, es podrà incrementar el Rang d'Aventura, que serveix per a desbloquejar un altre tipus de tasques i pujar en el Nivell de Món. Cada vegada que es puja de Nivell de Món, els enemics que el jugador trobarà seran més forts, i les recompenses en vèncer-los també seran més altes.
Cada personatge té dues habilitats, l'elemental i la definitiva. La primera es pot usar en qualsevol moment, excepte si està activat el Temps d'Espera (TdE). L'habilitat definitiva té un cost d'energia, que s'aconsegueix derrotant a enemics. Cada personatge controla un dels set elements de Teyvat. Aquests elements també poden fer canviar d'estat als enemics. Per exemple, Hydro causa "Mullat", o Cryo produeix "Fred". Quan aquests dos elements es combinen, fa que l'enemic es congeli de manera temporal, i el jugador pot aprofitar per a atacar. Anar canviant els personatges durant les batalles per a crear reaccions elementals és el principal atractiu del joc.
Genshin Impact permet el multijugador de fins a quatre jugadors, en manera cooperativa. En aquest cas, cal que tots tinguin el mateix Nivell de Món. Si hi ha dos jugadors, cadascun tindrà dos personatges; si hi ha tres, tots tindran un personatge a excepció del líder, que pot usar dos; i si hi ha quatre jugadors, cadascun usarà un únic personatge. No es permet el canvi de personatge a la meitat de la batalla.
El sistema de "Cuinar" és una altra característica important del joc. Els jugadors poden recol·lectar ingredients obtinguts durant l'aventura, així com receptes per a cuinar diversos plats que serveixen per a restaurar la salut, reviure un personatge caigut en batalla o proporcionar bons d'atac i defensa.
Quan les primeres missions han estat completades, el jugador desbloqueja tres personatges: Amber, Kaeya i Lisa. Els altres personatges només es poden obtenir sota la dinàmica del Gacha.

## Desenvolupament
Després del llançament oficial de Honkai Impact 3rd, miHoYo va llançar un nou projecte de joc utilitzant Unity per a desenvolupar millors jocs a la fi de gener de 2017, el propòsit del qual és millorar el nivell de desenvolupament de la companyia xinesa i de crear jocs de millor qualitat. L'equip de producció es va inspirar en l'experiència de desenvolupament de The Legend of Zelda: Breath of the Wild, Grand Theft Auto Series i altres jocs per a crear un sistema nou que, a diferència al de Honkai Impact 3rd, es caracteritza pel seu món obert, les missions i esdeveniments aleatoris, i el nou sistema de combat i exploració.
Genshin Impact ofereix el doblatge en xinès, coreà, anglès i japonès, i 10 idiomes possibles: Xinès simplificat, xinès tradicional, anglès, coreà, japonès, castellà, francès, rus, vietnamita i tailandès.

### Música
Yu-Peng Chen de HoYO-MiX va compondre la partitura original del joc, que va ser interpretada per l'Orquestra Filharmònica de Londres, l'Orquestra Simfònica de Xangai, i l'Orquestra Filharmònica de Tòquio. Basat en una fundació de la música occidental, la partitura també té influències regionals i culturals afegides depenent de la regió. Per exemple, a Mondstadt Chen va utilitzar instruments de vent de fusta per reflectir l'associació de Mondstadt amb el vent i la llibertat. En canvi, els temes de la batalla utilitzen la polifonia i altres tècniques de composició, així com imitar elements d'orquístrió de compositors com Beethoven. Un àlbum de banda sonora amb música del capítol Mondstadt del joc, "City of Winds and Idylls", es va publicar digitalment el 15 d'octubre de 2020. Pel seu treball en la banda sonora, Chen va ser guardonat amb el premi "Outstanding Artist - Newcomer/Breakthrough" en els Annual Game Music Awards de 2020."Jade Moon Upon a Sea of Clouds", una banda sonora amb música de la regió de Liyue, va ser llançada digitalment el 6 de novembre de 2020. La banda sonora de Dragonspine va ser llançada el 2 d'abril de 2021, titulat "Vortex of Legends". Una banda sonora commemorativa per a la versió 1.0 del joc titulat "The Shimmering Voyage" va ser llançada el 19 de juliol de 2021. Chen ha expressat el seu interès a llançar les bandes sonores en CD, així com a organitzar un concert en el futur.

## Personatges

### Personatges jugables
| Regió       | Nom                                      | Sobrenomeno/Títol | Doblatge                             | Visió    | Arma            | Raresa |
| ----------- | ---------------------------------------- | --- | ------------------------------------ | -------- | --------------- | ------ |
| Desconeguda | Lumine                                   | -Viatgera -Forastera -Cavallera Honorària -Estrella Floral -Capitá de l'esquadró peix espasa núm. 2                                               | Aoi Yūki (JP)                        | Variable | Espasa lleugera | 5      |
| Desconeguda | Lumine                                   | -Viatgera -Forastera -Cavallera Honorària -Estrella Floral -Capitá de l'esquadró peix espasa núm. 2                                               | Sarah Miller-Crews (EN)              | Variable | Espasa lleugera | 5      |
| Desconeguda | Aether                                   | -Viatger -Foraster -Cavaller Honorari -Estrella Floral -Capitá de l'esquadró peix espasa núm. 2                                                   | Shun Horie (JP)                      | Variable | Espasa lleugera | 5      |
| Desconeguda | Aether                                   | -Viatger -Foraster -Cavaller Honorari -Estrella Floral -Capitá de l'esquadró peix espasa núm. 2                                                   | Zach Aguilar (EN)                    | Variable | Espasa lleugera | 5      |
| Desconeguda | Aloy (Col·laboració amb Guerrilla Games) | -La Salvadora d'Un altre Món -Caçadora Nora | Ayahi Takagaki (JP)                  | Cryo     | Arc             | 5      |
| Mondstadt   | Amber                                    | -Exploradora dels Cavallers de Favonius -Campiona de Vol                                                                                          | Manaka Iwami (JP)                    | Pyro     | Arc             | 4      |
| Mondstadt   | Amber                                    | -Exploradora dels Cavallers de Favonius -Campiona de Vol                                                                                          | Kelly Baskin (EN)                    | Pyro     | Arc             | 4      |
| Mondstadt   | Lisa                                     | -Bruixa de les Roses -La bibliotecària | Rie Tanaka (JP)                      | Electro  | Catalizador     | 4      |
| Mondstadt   | Lisa                                     | -Bruixa de les Roses -La bibliotecària | Mara Junot (EN)                      | Electro  | Catalizador     | 4      |
| Mondstadt   | Kaeya Alberich                           | -Capità de Cavalleria | Kōsuke Toriumi (JP)                  | Cryo     | Espasa lleugera | 4      |
| Mondstadt   | Kaeya Alberich                           | -Capità de Cavalleria | Josey Montana McCoy (EN)             | Cryo     | Espasa lleugera | 4      |
| Mondstadt   | Diluc Ragnvindr                          | -L'Heroi Fosc -L'Alba Fosca -Amo de la Vinya de l'Alba                                                                                            | Kensho Ono (JP)                      | Pyro     | Espasada        | 5      |
| Mondstadt   | Diluc Ragnvindr                          | -L'Heroi Fosc -L'Alba Fosca -Amo de la Vinya de l'Alba                                                                                            | Sean Chiplock (EN)                   | Pyro     | Espasada        | 5      |
| Mondstadt   | Jean Gunnhildr                           | -Cavallera de Dandelion -Cavallera de la Dent de Lleó -Gran mestra Intendent                                                                      | Chiwa Saitō (JP)                     | Anemo    | Espasa lleugera | 5      |
| Mondstadt   | Jean Gunnhildr                           | -Cavallera de Dandelion -Cavallera de la Dent de Lleó -Gran mestra Intendent                                                                      | Stephanie Southerland (EN)           | Anemo    | Espasa lleugera | 5      |
| Mondstadt   | Bárbara                                  | -Ídol Radiant -Diaconessa de Favonius | Akari Kitō (JP)                      | Hydro    | Catalizador     | 4      |
| Mondstadt   | Bárbara                                  | -Ídol Radiant -Diaconessa de Favonius | Laura Stahl (EN)                     | Hydro    | Catalizador     | 4      |
| Mondstadt   | Bennett                                  | -Líder de la Brigada de Benny -Temptador del Destí                                                                                                | Ryota Osaka (JP)                     | Pyro     | Espasa lleugera | 4      |
| Mondstadt   | Bennett                                  | -Líder de la Brigada de Benny -Temptador del Destí                                                                                                | Cristina Vee Valenzuela (EN)         | Pyro     | Espasa lleugera | 4      |
| Mondstadt   | Noelle                                   | -Criada de Favonius -Heroïna no reconeguda | Kanon Takao (JP)                     | Geo      | Espasada        | 4      |
| Mondstadt   | Noelle                                   | -Criada de Favonius -Heroïna no reconeguda | Laura Faye Smith (EN)                | Geo      | Espasada        | 4      |
| Mondstadt   | Razor                                    | -Nen-llop | Kōki Uchiyama (JP)                   | Electro  | Espasada        | 4      |
| Mondstadt   | Razor                                    | -Nen-llop | Todd Haberkorn (EN)                  | Electro  | Espasada        | 4      |
| Mondstadt   | Sacarosa                                 | -Dolçor Inofensiva -Assistent d'Albedo | Akane Fujita (JP)                    | Anemo    | Catalizador     | 4      |
| Mondstadt   | Sacarosa                                 | -Dolçor Inofensiva -Assistent d'Albedo | Valeria Rodriguez (EN)               | Anemo    | Catalizador     | 4      |
| Mondstadt   | Klee                                     | -El sol fugitiu -Cavallera Espurnejant -Chica Explosiva (per Razor)                                                                               | Misaki Kuno (JP)                     | Pyro     | Catalizador     | 5      |
| Mondstadt   | Klee                                     | -El sol fugitiu -Cavallera Espurnejant -Chica Explosiva (per Razor)                                                                               | Poonam Basu (EN)                     | Pyro     | Catalizador     | 5      |
| Mondstadt   | Diona                                    | -Cantinera de Cua de Gat -Cantinera Felina -Assassina de la Indústria del Vi -Filla de Draff                                                      | Shiori Izawa (JP)                    | Cryo     | Arc             | 4      |
| Mondstadt   | Diona                                    | -Cantinera de Cua de Gat -Cantinera Felina -Assassina de la Indústria del Vi -Filla de Draff                                                      | Dina Serman (EN)                     | Cryo     | Arc             | 4      |
| Mondstadt   | Fischl von Luftschloss Narfidort         | -Princesa del Judici -Membre del Gremi d'Aventurers                                                                                               | Maaya Uchida, Yasunori Masutani (Oz) | Electro  | Arc             | 4      |
| Mondstadt   | Fischl von Luftschloss Narfidort         | -Princesa del Judici -Membre del Gremi d'Aventurers                                                                                               | Brittany Cox, Ben Pronsky (Oz)       | Electro  | Arc             | 4      |
| Mondstadt   | Mona Megistus                            | -Astròloga Bufona Megistus | Konomi Kohara (JP)                   | Hydro    | Catalizador     | 5      |
| Mondstadt   | Mona Megistus                            | -Astròloga Bufona Megistus | Felecia Angelle (EN)                 | Hydro    | Catalizador     | 5      |
| Mondstadt   | Venti                                    | -Barbatos -Arcont Anemo -Déu de la Llibertat -El Bard Itinerant -Bard de pacotilla (per Paimon)                                                   | Ayumu Murase (JP)                    | Anemo    | Arc             | 5      |
| Mondstadt   | Venti                                    | -Barbatos -Arcont Anemo -Déu de la Llibertat -El Bard Itinerant -Bard de pacotilla (per Paimon)                                                   | Erika Harlacher (EN)                 | Anemo    | Arc             | 5      |
| Mondstadt   | Albedo                                   | -Geni -Príncep de la Roca Calcària -Capità de l'equip de recerca                                                                                  | Kenji Nojima (JP)                    | Geo      | Espasa lleugera | 5      |
| Mondstadt   | Albedo                                   | -Geni -Príncep de la Roca Calcària -Capità de l'equip de recerca                                                                                  | Khoi Dao (EN)                        | Geo      | Espasa lleugera | 5      |
| Mondstadt   | Rosaria                                  | -La Beata Impia | Ai Kakuma (JP)                       | Cryo     | Llança          | 4      |
| Mondstadt   | Rosaria                                  | -La Beata Impia | Elizabeth Maxwell (EN)               | Cryo     | Llança          | 4      |
| Mondstadt   | Eula                                     | -Cavallera de la Marea -Capitana de la Companyia de Reconeixement -Dansa de l'Ona Resplendent                                                     | Rina Satō (JP)                       | Cryo     | Espasada        | 5      |
| Mondstadt   | Eula                                     | -Cavallera de la Marea -Capitana de la Companyia de Reconeixement -Dansa de l'Ona Resplendent                                                     | Suzie Yeung (EN)                     | Cryo     | Espasada        | 5      |
| Liyue       | Xiangling                                | -Xef del Restaurant Wanmin | Ozawa Ari (JP)                       | Pyro     | Llança          | 4      |
| Liyue       | Xiangling                                | -Xef del Restaurant Wanmin | Jackie Lastra (EN)                   | Pyro     | Llança          | 4      |
| Liyue       | Chongyun                                 | -Gel Ardent -Exorcista | Sōma Saitō (JP)                      | Cryo     | Espasada        | 4      |
| Liyue       | Chongyun                                 | -Gel Ardent -Exorcista | Beau Bridgland (EN)                  | Cryo     | Espasada        | 4      |
| Liyue       | Xingchiu                                 | -Jove mestre del Gremi de Comerciants de Feiyun -El Jove Galant -Nerd de Guhua (per Paimon)                                                       | Junko Minagawa (JP)                  | Hydro    | Espasa lleugera | 4      |
| Liyue       | Xingchiu                                 | -Jove mestre del Gremi de Comerciants de Feiyun -El Jove Galant -Nerd de Guhua (per Paimon)                                                       | Cristina Vee Valenzuela (EN)         | Hydro    | Espasa lleugera | 4      |
| Liyue       | Ninguang                                 | -Propietària de la Cambra de Jade -Equilibri Celestial -Estrella en Eclipsi -Membre de les Set Estrelles                                          | Sayaka Ohara (JP)                    | Geo      | Catalizador     | 4      |
| Liyue       | Ninguang                                 | -Propietària de la Cambra de Jade -Equilibri Celestial -Estrella en Eclipsi -Membre de les Set Estrelles                                          | Erin Ebers (EN)                      | Geo      | Catalizador     | 4      |
| Liyue       | Beidou                                   | -Capitana de la Flota Crux Meridianam -Reina Drac sense Corona                                                                                    | Ami Koshimizu (JP)                   | Electro  | Espasada        | 4      |
| Liyue       | Beidou                                   | -Capitana de la Flota Crux Meridianam -Reina Drac sense Corona                                                                                    | Allegra Clark (EN)                   | Electro  | Espasada        | 4      |
| Liyue       | Qiqi                                     | -Resurrecció del Gel -Herborista de la Farmàcia Bubu                                                                                              | Yukari Tamura (JP)                   | Cryo     | Espada ligera   | 5      |
| Liyue       | Qiqi                                     | -Resurrecció del Gel -Herborista de la Farmàcia Bubu                                                                                              | Christie Cate (EN)                   | Cryo     | Espada ligera   | 5      |
| Liyue       | Keching                                  | -Equilibri Terrenal -Conductora del Tro -Membre de les Set Estrelles                                                                              | Eri Kitamura (JP)                    | Electro  | Espasa lleugera | 5      |
| Liyue       | Keching                                  | -Equilibri Terrenal -Conductora del Tro -Membre de les Set Estrelles                                                                              | Kayli Mills (EN)                     | Electro  | Espasa lleugera | 5      |
| Liyue       | Xiao                                     | -Guardià Yaksha -Gran Caçador de Dimonis -Alatus, el rei d'ales daurades -Adeptus de Liyue                                                        | Yoshitsugu Matsuoka (JP)             | Anemo    | Llança          | 5      |
| Liyue       | Xiao                                     | -Guardià Yaksha -Gran Caçador de Dimonis -Alatus, el rei d'ales daurades -Adeptus de Liyue                                                        | Laila Berzins (EN)                   | Anemo    | Llança          | 5      |
| Liyue       | Zhongli                                  | -Arcont Geo -Assessor de la Funerària El Camí -Rex Lapis -Patró dels Contractes -Patró de la Riquesa -Patró del Comerç -Vagabund del Regne Mortal | Tomoaki Maeno (JP)                   | Geo      | Llança          | 5      |
| Liyue       | Zhongli                                  | -Arcont Geo -Assessor de la Funerària El Camí -Rex Lapis -Patró dels Contractes -Patró de la Riquesa -Patró del Comerç -Vagabund del Regne Mortal | Keith Silverstein (EN)               | Geo      | Llança          | 5      |
| Liyue       | Xinyan                                   | -Melodia incandescent | Chiaki Takahashi (JP)                | Pyro     | Espasada        | 4      |
| Liyue       | Xinyan                                   | -Melodia incandescent | Laura Stahl (EN)                     | Pyro     | Espasada        | 4      |
| Liyue       | Ganyu                                    | -La Guaita del Plenilunio | Reina Ueda (JP)                      | Cryo     | Arc             | 5      |
| Liyue       | Ganyu                                    | -La Guaita del Plenilunio | Jennifer Losi (EN)                   | Cryo     | Arc             | 5      |
| Liyue       | Hu Tao                                   | -La Guia del Més enllà | Rie Takahashi (JP)                   | Pyro     | Llança          | 5      |
| Liyue       | Hu Tao                                   | -La Guia del Més enllà | Brianna Knickerbocker (EN)           | Pyro     | Llança          | 5      |
| Liyue       | Yanfei                                   | -La Lletrada Innocent | Yumiri Hanamori (JP)                 | Pyro     | Catalizador     | 4      |
| Liyue       | Yanfei                                   | -La Lletrada Innocent | Lizzie Freeman (EN)                  | Pyro     | Catalizador     | 4      |
| Inazuma     | Kaedehara Kazuha                         | -El Missatger del Vent | Nobunaga Shimazaki (JP)              | Anemo    | Espasa lleugera | 5      |
| Inazuma     | Kaedehara Kazuha                         | -El Missatger del Vent | Mark Whitten (EN)                    | Anemo    | Espasa lleugera | 5      |
| Inazuma     | Kamisato Ayaka                           | -La Garsa del Gebre -Princesa Garsa | Saori Hayami (JP)                    | Cryo     | Espasa lleugera | 5      |
| Inazuma     | Kamisato Ayaka                           | -La Garsa del Gebre -Princesa Garsa | Erica Mendez (EN)                    | Cryo     | Espasa lleugera | 5      |
| Inazuma     | Sayu                                     | -La Teixó Ninja -Ninja especial dels Ocelos | Aya Suzaki (JP)                      | Anemo    | Espasada        | 4      |
| Inazuma     | Sayu                                     | -La Teixó Ninja -Ninja especial dels Ocelos | Lily Ki (EN)                         | Anemo    | Espasada        | 4      |
| Inazuma     | Yoimiya                                  | -Mestra de les Flames -Reina del Festival d'Estiu                                                                                                 | Kana Ueda (JP)                       | Pyro     | Arc             | 5      |
| Inazuma     | Yoimiya                                  | -Mestra de les Flames -Reina del Festival d'Estiu                                                                                                 | Jenny Yokobori (EN)                  | Pyro     | Arc             | 5      |
| Inazuma     | Kujou Sara                               | -General de la Comissió Tenryou -L'Arquera Plumanegra                                                                                             | Asami Setō (JP)                      | Electro  | Arc             | 4      |
| Inazuma     | Kujou Sara                               | -General de la Comissió Tenryou -L'Arquera Plumanegra                                                                                             | Jeannie Tirado (EN)                  | Electro  | Arc             | 4      |
| Inazuma     | Raiden Shogun                            | -Arcont Electro -L'Entitat de la Eutimia -Sobirana del regne etern -Propietària del pla eutímico                                                  | Miyuki Sawashiro (JP)                | Electro  | Llança          | 5      |
| Inazuma     | Raiden Shogun                            | -Arcont Electro -L'Entitat de la Eutimia -Sobirana del regne etern -Propietària del pla eutímico                                                  | Anne Yatco (EN)                      | Electro  | Llança          | 5      |
| Inazuma     | Sangonomiya Kokomi                       | -Líder de la Resistència del Sangonomiya -Perla de la Saviesa -Sacerdotessa Divina                                                                | Suzuko Mimori (JP)                   | Hydro    | Catalizador     | 5      |
| Inazuma     | Sangonomiya Kokomi                       | -Líder de la Resistència del Sangonomiya -Perla de la Saviesa -Sacerdotessa Divina                                                                | Risa Mei (EN)                        | Hydro    | Catalizador     | 5      |
| Inazuma     | Thoma                                    | -El Protector de Terres Llunyanes | Christian Banas (EN)                 | Pyro     | Llança          | 4      |
| Inazuma     | Thoma                                    | -El Protector de Terres Llunyanes | Masakazu Morita (JP)                 | Pyro     | Llança          | 4      |
| Snezhnaya   | Tartaglia                                | -Nobile/Childe -L'Onzè dels Onze -Membre dels Fatui                                                                                               | Ryohei Kimura (JP)                   | Hydro    | Arc             | 5      |
| Snezhnaya   | Tartaglia                                | -Nobile/Childe -L'Onzè dels Onze -Membre dels Fatui                                                                                               | Griffin Burns (EN)                   | Hydro    | Arc             | 5      |

### Sistema de construcció de personatges
Existeix un particular sistema de construcció de personatges, on segons aquest, se li podran equipar l'arma corresponent, i un total de 5 artefactes, que es compon en una flor, ploma, rellotge, calze, i corona, que augmentaran els stats del personatge segons el set que s'armi, sent comú conjunts de sets de 2 artefactes, i 4 artefactes.

## Sistema de gatxapó
Genshin Impact té implementat un sistema de gatxapó per a aconseguir nous personatges i armes. Aquest sistema funciona a base de protogemas, un element que es pot aconseguir de manera gratuïta a mesura que es van completant missions i obrint cofres. A la botiga del joc, també es poden adquirir aquestes protogemas pagant amb diners reals. Genshin Impact sol tenir actius tres o quatre bàners, un permanent, i dos o tres temporals (un només d'armes i un o dues de personatges i armes; un dels bàners de personatge inclou nous personatges, mentre que l'altre bàner solament està disponible ocasionalment, i inclou “reruns”, que són personatges que ja van tenir el seu primer bàner).

### Gatxapó temporal amb personatge promocional
Per a llançar un desig en el bàner temporal, es necessita Destí entrellaçat, que es pot aconseguir intercanviant l'objecte per protogemmes. A partir de la versió 2.3, existeix un segon bàner temporal, que comparteix els mateixos personatges promocionals de quatre estrelles, així com el còmput total de desitjos de personatge garantit amb la seva contrapart.
| Versió | Títol de l'esdeveniment    | Personatge promocional de cinc estavelles | Personatges promocionals de quatre estavelles | Data de l'esdeveniment                               | Ref    |
| ------ | -------------------------- | ----------------------------------------- | --------------------------------------------- | ---------------------------------------------------- | ------ |
| 1.0    | Oda del calze              | Venti                                     | Bárbara, Xiangling, Fischl                    | Del 28 de setembre fins al 18 d'octubre de 2020      | [ 16 ] |
| 1.0    | Passos centellejants       | Klee                                      | Noelle, Xingchiu, Sacarosa                    | Del 20 d'octubre al 10 de novembre de 2020           | [ 17 ] |
| 1.1    | L'adéu de Snezhnaya        | Tartaglia (Nobile)                        | Diona, Beidou, Ningguang                      | De l'11 de novembre a l'1 de desembre de 2020        | [ 18 ] |
| 1.1    | Soledad de la Noblesa      | Zhongli                                   | Chongyun, Razor, Xinyan                       | Del 2 de desembre al 22 de desembre de 2020          | [ 19 ] |
| 1.2    | Murmuris Enigmàtics        | Albedo                                    | Sacarosa, Bennett, Fischl                     | Del 23 de desembre al 12 de gener de 2021            | [ 20 ] |
| 1.2    | Surant a la deriva         | Ganyu                                     | Noelle, Xingchiu, Xiangling                   | Del 12 de gener de 2021 a l'1 de febrer de 2021      | [ 21 ] |
| 1.3    | Invitació al món mortal    | Xiao                                      | Diona, Beidou, Xinyan                         | Del 3 de febrer de 2021 al 17 de febrer de 2021      | [ 22 ] |
| 1.3    | Dansa de les llanternes    | Keching                                   | Ningguang, Bennett, Bárbara                   | Del 17 de febrer de 2021 al 2 de març de 2021        | [ 23 ] |
| 1.3    | Florida fugaç              | Hu Tao                                    | Xingchiu, Chongyun, Xiangling                 | Del 2 de març de 2021 al 16 de març de 2021          | [ 24 ] |
| 1.4    | Oda del calze II           | Venti                                     | Sacarosa, Razor, Noelle                       | Del 17 de març de 2021 al 6 d'abril de 2021          | [ 25 ] |
| 1.4    | L'adéu de Snezhnaya II     | Tartaglia (Nobile)                        | Rosaria, Bárbara, Fischl                      | Del 6 d'abril de 2021 al 27 d'abril de 2021          | [ 26 ] |
| 1.5    | Soledad de la Noblesa II   | Zhongli                                   | Yanfei, Noelle, Diona                         | Del 28 d'abril de 2021 al 18 de maig de 2021         | [ 27 ] |
| 1.5    | Sobre les ones             | Eula                                      | Xinyan, Xingchiu, Beidou                      | Del 18 de maig de 2021 al 8 de juny de 2021          | [ 28 ] |
| 1.6    | Passos centellejants II    | Klee                                      | Fischl, Sacarosa, Bárbara                     | Del 9 de juny de 2021 al 30 de juny de 2021          | [ 29 ] |
| 1.6    | Fulles en el vent          | Kaedehara Kazuha                          | Rosaria, Razor, Bennett                       | Del 30 de juny de 2021 al 20 de juliol de 2021       | [ 30 ] |
| 2.0    | Elegància de la garsa      | Kamisato Ayaka                            | Ningguang, Chongyun, Yanfei                   | Del 21 de juliol de 2021 al 10 d'agost de 2021       | [ 31 ] |
| 2.0    | Tapís del foc auri         | Yoimiya                                   | Sayu, Diona, Xinyan                           | Del 10 d'agost de 2021 al 31 d'agost de 2021         | [ 32 ] |
| 2.1    | Regne de la serenitat      | Shogun Raiden                             | Kujou Sara, Sacarosa, Xiangling               | De l'1 de setembre de 2021 al 21 de setembre de 2021 | [ 33 ] |
| 2.1    | Lluentor de l'oceà         | Sangonomiya Kokomi                        | Rosaria, Beidou, Xingchiu                     | Del 21 de setembre de 2021 al 12 d'octubre de 2021   | [ 34 ] |
| 2.2    | L'adéu de Snezhnaya III    | Tartaglia (Nobile)                        | Ningguang, Chongyun, Yanfei                   | Del 13 d'octubre de 2021 al 2 de novembre de 2021    | [ 35 ] |
| 2.2    | Florida Fugaç II           | Hu Tao                                    | Thoma, Sayu, Diona                            | Del 2 de novembre de 2021 al 23 de novembre de 2021  | [ 36 ] |
| 2.3    | Murmuris enigmàtics II     | Albedo                                    | Bennet, Noelle, Rosaria                       | 24 de novembre de 2021 al 14 de desembre de 2021     | [ 37 ] |
| 2.3    | Sobre les ones II          | Eula                                      | Bennet, Noelle, Rosaria                       | 24 de novembre de 2021 al 14 de desembre de 2021     | [ 38 ] |
| 2.3    | Contesa Oni                | Arataki Itto                              | Barbara, Gorou, Xiangling                     | 14 de decembre de 2021 al 4 de gener de 2022         | [ 39 ] |
| 2.4    | Adveniment trascendental   | Shenhe                                    | Chongyun, Ninguang, Yun Jin                   | Del 5 de gener de 2022 al 25 de gener de 2022        | [ 40 ] |
| 2.4    | Invitació al món mortal II | Xiao                                      | Chongyun, Ninguang, Yun Jin                   | Del 5 de gener de 2022 al 25 de gener de 2022        | [ 41 ] |
| 2.4    | Soledad de la Noblesa III  | Zhongli                                   | Beidou, Xingchiu, Yanfei                      | Del 25 de gener de 2022 al 15 de febrer de 2022      | [ 42 ] |
| 2.4    | Surant a la deriva II      | Ganyu                                     | Beidou, Xingchiu, Yanfei                      | Del 25 de gener de 2022 al 15 de febrer de 2022      | [ 43 ] |
| 2.5    | Porpra perpètua            | Yae Miko                                  | Diona, Fischl, Thoma                          | Del 16 de febrer del 2022 al 8 de març del 2022      | [ 44 ] |
| 2.5    | Regne de la serenitat II   | Shogun Raiden                             | Bennett, Kujou Sara, Xinyan                   | Del 8 de març del 2022 al 29 de març del 2022        | [ 45 ] |
| 2.5    | Brillantor de l'oceà II    | Sangonomiya Kokomi                        | Bennett, Kujou Sara, Xinyan                   | Del 8 de març del 2022 al 29 de març del 2022        | [ 46 ] |

### Gatxapó permanent
Per a llançar un desig en el bàner permanent, es necessita Trobada del destí, que es pot aconseguir intercanviant l'objecte per protogemes. En la Passada de Batalla, quan s'arriba a un cert nivell, també es regala al jugador aquest objecte.